# Ain Kaicher
Ain Kaicher  (in arabo عين قيشر‎?) è un centro abitato e comune rurale del Marocco situato nella provincia di Khouribga, regione di Béni Mellal-Khénifra. Conta una popolazione di 4 609 abitanti (censimento 2014).